# نیو دهلی تایمز (فیلم)
نیو دهلی تایمز (به هندی: New Delhi Times) فیلمی محصول سال ۱۹۸۶ و به کارگردانی رامش شارما است. در این فیلم بازیگرانی همچون شاشی کاپور، شارمیلا تاگور، اوم پوری، کولبوشان کارباندا، ای. کی. هانگال ایفای نقش کرده‌اند.